# Louis-Antoine Ormières
Louis-Antoine-Rose Ormières (Quillan, 14 luglio 1809 – Gijón, 16 gennaio 1890) è stato un presbitero francese, fondatore della congregazione delle Suore del Santo Angelo Custode.
La sua beatificazione, autorizzata da papa Francesco, è stata celebrata a Oviedo nel 2017.

## Biografia
Si formò nel seminario di Carcassonne e fu ordinato prete il 21 dicembre 1833. Desiderando dare inizio a una comunità di religiosi per l'educazione della gioventù, fu esonerato dalla cura d'anime al fine di proseguire gli studi per conseguire il diploma di abilitazione all'insegnamento a Montpellier.
Con alcune religiose insegnanti provenienti dalla congregazione di Saint-Gildas-des-Bois, il 3 dicembre 1839 Ormières organizzò a Quillan la prima comunità di Suore del Santo Angelo Custode, riconosciute come istituto indipendente nel 1852.
Nel 1853 Ormières diede inizio alla congregazione maschile dei Fratelli dell'Angelo Custode per l'educazione dei fanciulli delle aree rurali, ma tale istituto ebbe vita effimera; il tentativo di creare anche un ramo clericale della sua famiglia religiosa non ebbe alcun successo.
Morì nel 1890 mentre visitava la comunità delle sue suore a Gijón.

## Il culto
Il processo informativo per la causa di beatificazione di Ormières fu iniziato a Oviedo il 25 marzo 1954 e si concluse il 10 settembre 1955.
L'8 marzo 1997 papa Giovanni Paolo II ha autorizzato la promulgazione del decreto riguardante le virtù eroiche del servo di Dio, riconoscendogli il titolo di venerabile.
L'8 luglio 2016 papa Francesco ha approvato il riconoscimento di un miracolo attribuito all'intercessione del venerabile, autorizzando la beatificazione di Ormières.
Il rito di beatificazione, presieduto dal cardinale Angelo Amato, è stato celebrato nella cattedrale di Oviedo il 22 aprile 2017.